# Via Mattiacorum

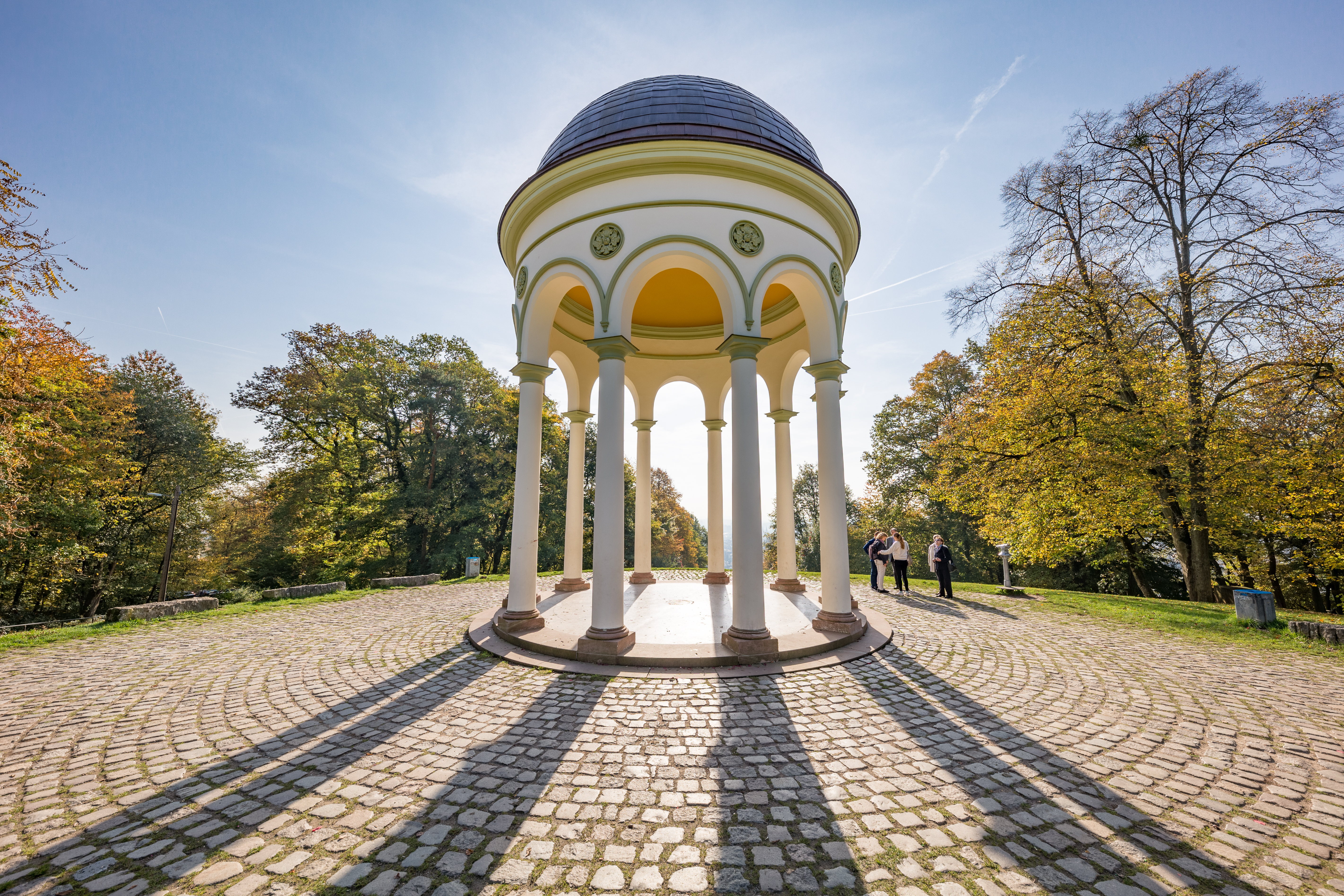
Monopter na Neroberg w Wiesbaden (końcowy odcinek szlaku)

Via Mattiacorum – pieszy szlak turystyczny w Niemczech łączący miasta Idstein, Taunusstein i Wiesbaden w Hesji.

## Charakterystyka
Trasa o długości 28,1 kilometra, wyznakowana w 2019, łączy trzy historyczne, heskie miasta prowadząc przez tereny atrakcyjne krajobrazowo (leśne, łąkowe i polne) oraz miejsca związane z historią starożytną. Szlak jest wyznakowany mniej więcej wzdłuż śladów dawnych rzymskich limes (umocnień granicznych pochodzących z około 85 r. n.e.), które od 2005 znajdują się na liście światowego dziedzictwa UNESCO. Atrakcyjność trasy uzupełniają widoki na dolinę Renu i najwyższy szczyt gór Taunus, Großer Feldberg. Szczytowy punkt trasy znajduje się na wysokości 495 m n.p.m., a najniższy na wysokości 133 m n.p.m.
Trasę można rozpoczynać od Idstein (miasta o cennej, szachulcowej zabudowie) lub od gorących źródeł w Wiesbaden. Oba miasta łączy linia kolejowa nr 627 z Wiesbaden do Limburga, co ułatwia turystom szybki powrót. Trasę można też podzielić na dwa odcinki z noclegiem, co czyni szlak popularną trasą weekendową, na co wpływ ma rozwinięta baza gastronomiczna i noclegowa. Szlak otrzymał znak jakości Qualitätswege Wanderbares Deutschland, który gwarantuje wysoką jakość infrastruktury i wyjątkowe walory krajobrazowo-historyczne.

## Przebieg trasy
Szlak przebiega przez następujące miejsca i miejscowości:
- Idstein (szachulcowa starówka),
- góra Rügert (402 m n.p.m.),
- rzeka Ehrenbach,
- rzymskie limes, w tym Castra Zugmantel i amfiteatr,
- Taunusstein-Wehen (zamek),
- zamek myśliwski Platte (Jagdschloss Platte),
- Leichtweisquelle (źródło),
- Leichtweißhöhle (jaskinia z wodospadem),
- góra Neroberg (245 m n.p.m.),
- kolejka linowo-terenowa Nerobergbahn,
- dolina Nerotal w Wiesbaden[5].

## Galeria

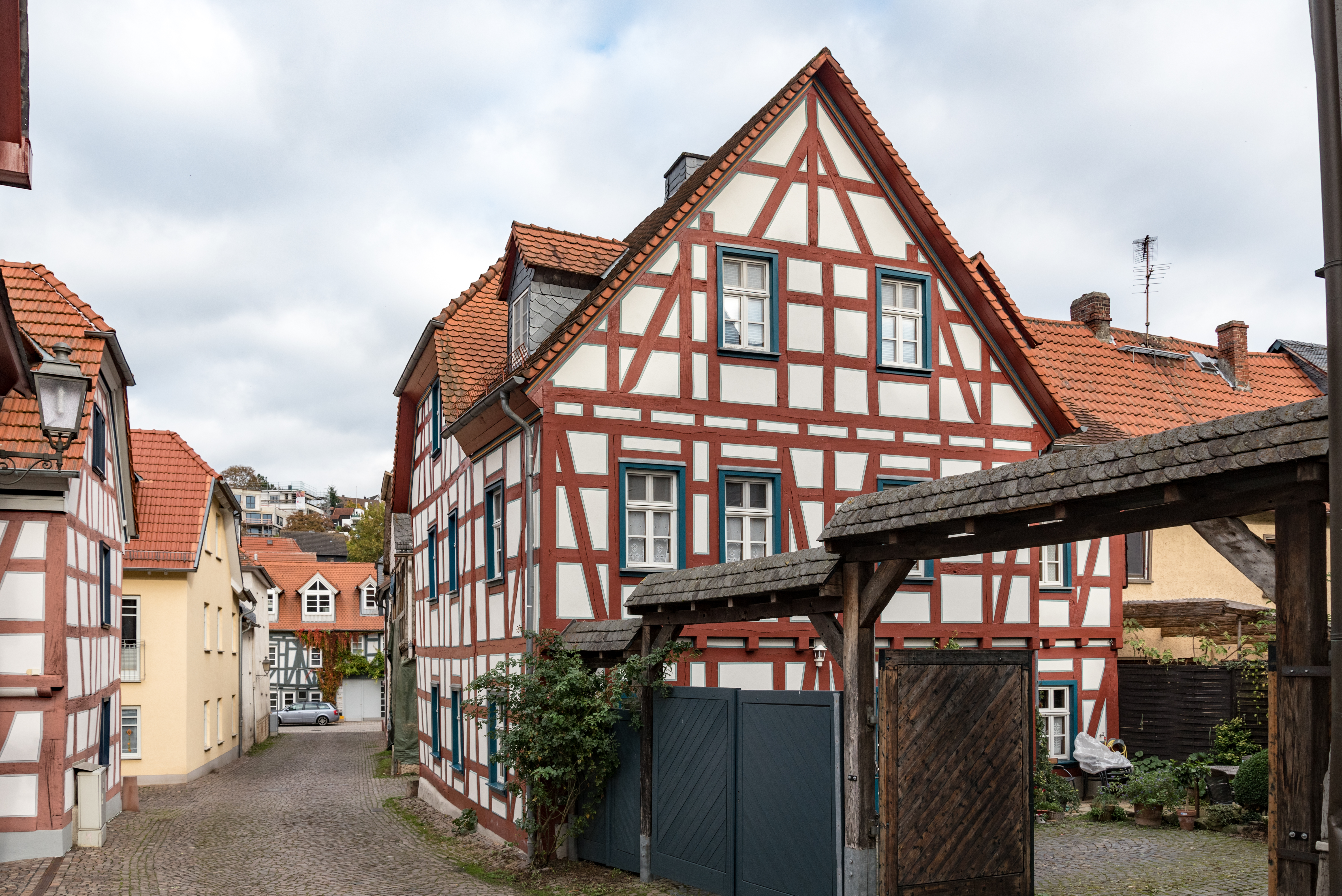
Szachulcowa starówka w Idstein
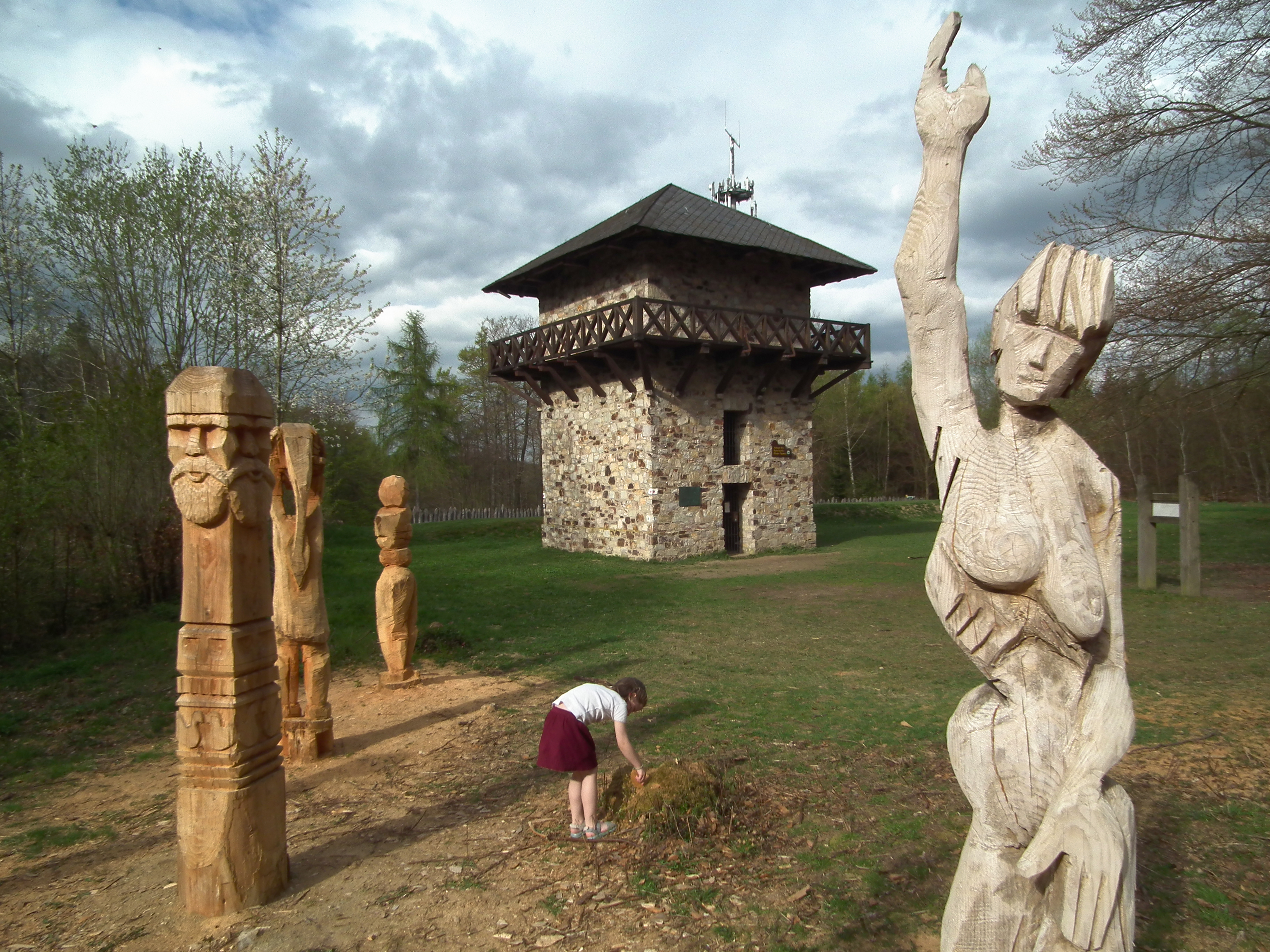
Rekonstrukcja limes w Taunusstein
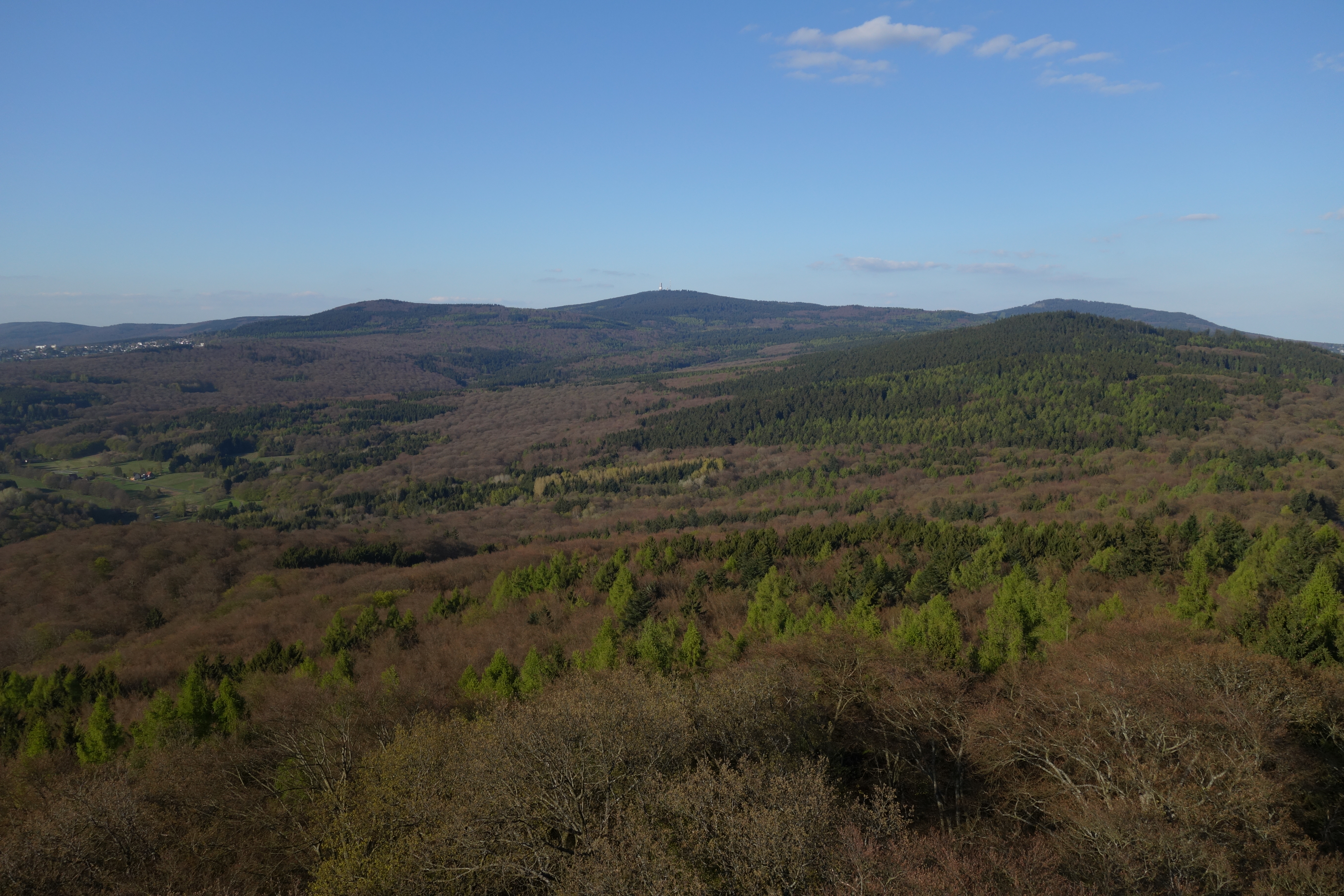
Krajobraz gór Taunus
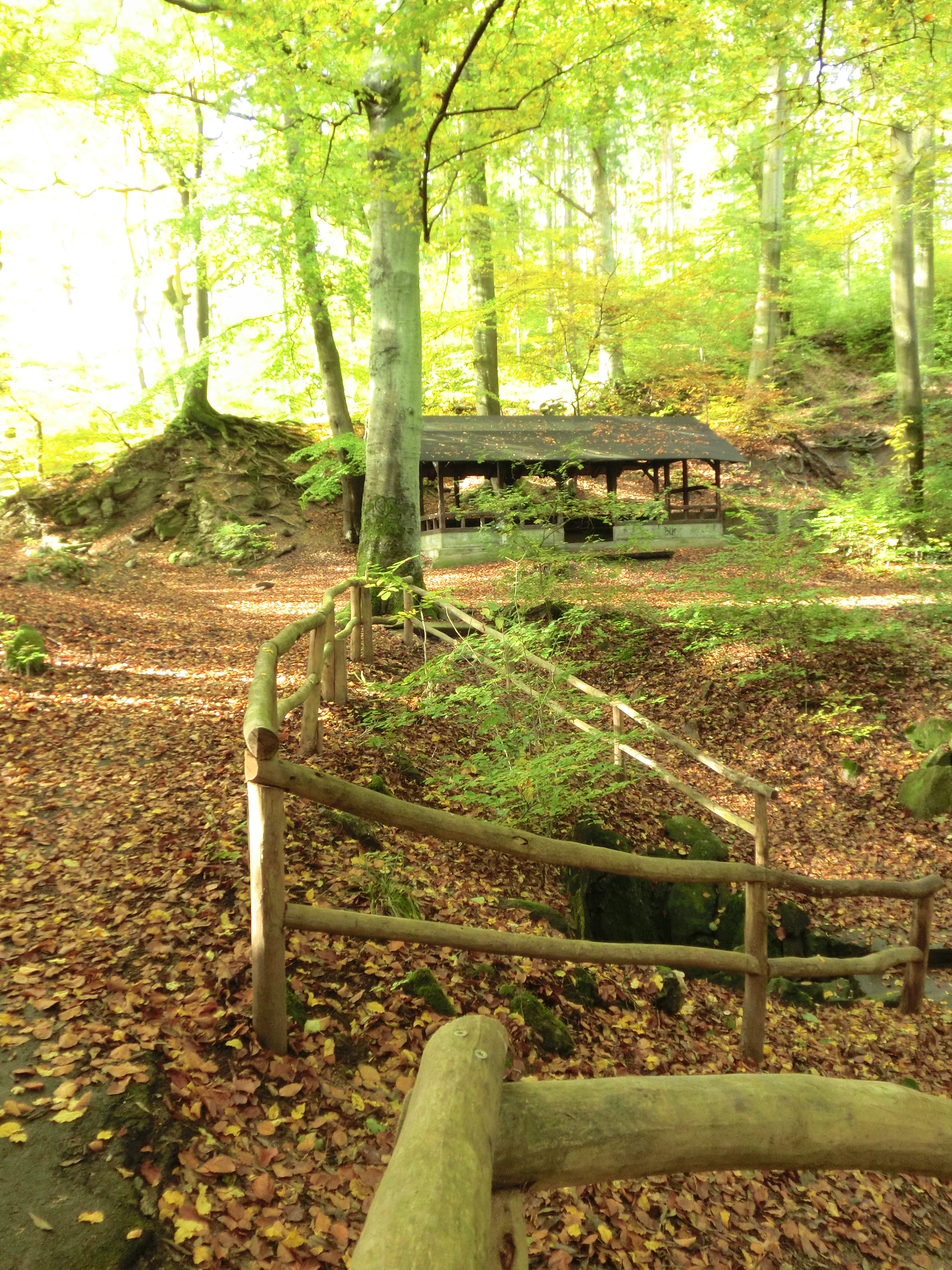
Jaskinia Leichtweißhöhle